# Cardiff City Football Club 2013-2014
Questa voce raccoglie le informazioni riguardanti il Cardiff City Football Club nelle competizioni ufficiali della stagione 2013-2014.

## Maglie e sponsor
Lo sponsor tecnico per la stagione 2013-2014 fu Puma, mentre lo sponsor ufficiale fu la Malaysia. La divisa casalinga era composta da una maglietta rossa con inserti bianchi, pantaloncini neri e calzettoni rossi. Quella da trasferta era invece totalmente gialla, con rifiniture rosse. La terza divisa era costituita da una maglietta gialla con maniche blu, con inserti rossi; pantaloncini e calzettoni blu con rifiniture rosse.
| Casa | Trasferta | Terza divisa |

## Rosa
| N. |                              | Ruolo | Calciatore          |
| -- | ---------------------------- | ----- | ------------------- |
| 1  | Scozia (bandiera)            | P     | David Marshall      |
| 2  | Inghilterra (bandiera)       | D     | Matthew Connolly    |
| 3  | Inghilterra (bandiera)       | D     | Andrew Taylor       |
| 4  | Inghilterra (bandiera)       | D     | Steven Caulker      |
| 5  | Inghilterra (bandiera)       | D     | Mark Hudson         |
| 6  | Inghilterra (bandiera)       | D     | Ben Turner          |
| 7  | Inghilterra (bandiera)       | C     | Peter Whittingham   |
| 8  | Cile (bandiera)              | C     | Gary Medel          |
| 9  | Trinidad e Tobago (bandiera) | A     | Kenwyne Jones       |
| 9  | Danimarca (bandiera)         | A     | Andreas Cornelius   |
| 10 | Inghilterra (bandiera)       | A     | Fraizer Campbell    |
| 11 | Nigeria (bandiera)           | A     | Peter Odemwingie    |
| 12 | Inghilterra (bandiera)       | D     | John Brayford       |
| 13 | Corea del Sud (bandiera)     | D     | Kim Bo-Kyung        |
| 14 | Inghilterra (bandiera)       | A     | Tommy Smith         |
| 15 | Norvegia (bandiera)          | C     | Magnus Wolff Eikrem |
| 15 | Benin (bandiera)             | A     | Rudy Gestede        |
| 16 | Inghilterra (bandiera)       | C     | Craig Noone         |
| 17 | Islanda (bandiera)           | C     | Aron Gunnarsson     |
| 18 | Inghilterra (bandiera)       | C     | Jordon Mutch        |

| N. |                        | Ruolo | Calciatore                |
| -- | ---------------------- | ----- | ------------------------- |
| 19 | Scozia (bandiera)      | C     | Don Cowie                 |
| 20 | Irlanda (bandiera)     | A     | Joe Mason                 |
| 22 | Scozia (bandiera)      | C     | Craig Conway              |
| 23 | Inghilterra (bandiera) | C     | Nicky Maynard             |
| 24 | Scozia (bandiera)      | C     | Simon Lappin              |
| 25 | Scozia (bandiera)      | D     | Kevin McNaughton          |
| 26 | Slovenia (bandiera)    | A     | Etien Velikonja           |
| 27 | Spagna (bandiera)      | D     | Cala                      |
| 28 | Francia (bandiera)     | D     | Kévin Théophile-Catherine |
| 29 | Norvegia (bandiera)    | C     | Mats Møller Dæhli         |
| 32 | Inghilterra (bandiera) | P     | Joe Lewis                 |
| 33 | Inghilterra (bandiera) | P     | Simon Moore               |
| 34 | Norvegia (bandiera)    | A     | Jo Inge Berget            |
| 35 | Brasile (bandiera)     | D     | Fábio                     |
| 36 | Inghilterra (bandiera) | A     | Wilfried Zaha             |
| 39 | Galles (bandiera)      | A     | Craig Bellamy             |
| 40 | Inghilterra (bandiera) | C     | Kadeem Harris             |
| 41 | Galles (bandiera)      | D     | Adedeji Oshilaja          |
| 42 | Galles (bandiera)      | C     | Declan John               |

## Calciomercato

### Sessione estiva(dal 01/07 al 02/09)
| Arrivi | Arrivi                    | Arrivi        | Arrivi     |
| R.     | Nome                      | da            | Modalità   |
| ------ | ------------------------- | ------------- | ---------- |
| P      | Simon Moore               | Brentford     | definitivo |
| D      | Maximiliano Amondarain    |               | svincolato |
| D      | Steven Caulker            | Tottenham     | definitivo |
| D      | Kévin Théophile-Catherine | Rennes        | definitivo |
| C      | Gary Medel                | Siviglia      | definitivo |
| A      | Andreas Cornelius         | Copenaghen    | definitivo |
| A      | Peter Odemwingie          | West Bromwich | definitivo |

| Partenze | Partenze         | Partenze      | Partenze   |
| R.       | Nome             | a             | Modalità   |
| -------- | ---------------- | ------------- | ---------- |
| P        | Elliot Parish    |               | svincolato |
| D        | Ben Nugent       | Brentford     | prestito   |
| C        | Stephen McPhail  |               | svincolato |
| C        | Joe Ralls        | Yeovil Town   | prestito   |
| A        | Jesse Darko      |               | svincolato |
| A        | Heiðar Helguson  |               | ritiro     |
| A        | Nathaniel Jarvis | Brackley Town | definitivo |

### Tra le due sessioni
| Arrivi | Arrivi           | Arrivi   | Arrivi        |
| R.     | Nome             | da       | Modalità      |
| ------ | ---------------- | -------- | ------------- |
| D      | Kevin McNaughton | Bolton   | fine prestito |
| C      | Craig Conway     | Brighton | fine prestito |

| Partenze | Partenze         | Partenze      | Partenze |
| R.       | Nome             | a             | Modalità |
| -------- | ---------------- | ------------- | -------- |
| D        | Kevin McNaughton | Bolton        | prestito |
| D        | Adedeji Oshilaja | Brentford     | prestito |
| C        | Craig Conway     | Brighton      | prestito |
| C        | Kadeem Harris    | Brentford     | prestito |
| C        | Simon Lappin     | Sheffield Utd | prestito |
| A        | Rudy Gestede     | Blackburn     | prestito |
| A        | Joe Mason        | Bolton        | prestito |

### Sessione invernale(dal 01/01 al 31/01)
| Arrivi           | Arrivi              | Arrivi         | Arrivi        |
| R.               | Nome                | da             | Modalità      |
| ---------------- | ------------------- | -------------- | ------------- |
| D                | Fábio               | Manchester Utd | prestito      |
| C                | Kadeem Harris       | Brentford      | fine prestito |
| C                | Simon Lappin        | Sheffield Utd  | fine prestito |
| C                | Mats Møller Dæhli   | Molde          | definitivo    |
| C                | Magnus Wolff Eikrem | Heerenveen     | definitivo    |
| A                | Jo Inge Berget      | Molde          | definitivo    |
| A                | Kenwyne Jones       | Stoke City     | definitivo    |
| A                | Joe Mason           | Bolton         | fine prestito |
| A                | Wilfried Zaha       | Manchester Utd | prestito      |
| Altre operazioni |                     |                |               |
| R.               | Nome                | da             | Modalità      |
| D                | Ben Nugent          | Brentford      | fine prestito |
| D                | Adedeji Oshilaja    | Brentford      | fine prestito |
| A                | Rudy Gestede        | Blackburn      | fine prestito |

| Partenze | Partenze          | Partenze      | Partenze   |
| R.       | Nome              | a             | Modalità   |
| -------- | ----------------- | ------------- | ---------- |
| P        | Simon Moore       | Bristol City  | prestito   |
| P        | Etien Velikonja   | Rio Ave       | prestito   |
| D        | John Brayford     | Sheffield Utd | prestito   |
| C        | Craig Conway      | Blackburn     | definitivo |
| C        | Nicky Maynard     | Wigan         | prestito   |
| A        | Andreas Cornelius | Copenaghen    | definitivo |
| A        | Rudy Gestede      | Blackburn     | definitivo |
| A        | Peter Odemwingie  | Stoke City    | definitivo |

### Dopo la sessione invernale
| Arrivi | Arrivi | Arrivi | Arrivi     |
| R.     | Nome   | da     | Modalità   |
| ------ | ------ | ------ | ---------- |
| D      | Cala   |        | svincolato |

| Partenze | Partenze         | Partenze         | Partenze |
| R.       | Nome             | a                | Modalità |
| -------- | ---------------- | ---------------- | -------- |
| D        | Ben Nugent       | Peterborough Utd | prestito |
| D        | Adedeji Oshilaja | Sheffield Weds   | prestito |

## Risultati

### Premier League

#### Girone di andata
| Arbitro: | Webb (Rotherham) |

|                       |           |  |
| J. Cole 13’ Nolan 76’ | Marcatori |  |

| Arbitro: | Probert (South Gloucestershire) |

|                                  |           |                       |
| Gunnarsson 60’ Campbell 79’, 87’ | Marcatori | 52’ Džeko 90’ Negredo |

| Cardiff 31 agosto 2013, ore 15:00 3ª giornata | Cardiff City                 | 0 – 0 referto | Everton | Cardiff City Stadium (27.344 spett.)\| Arbitro: \| Anthony Taylor (Wythenshawe) \| |
| Arbitro:                                      | Anthony Taylor (Wythenshawe) |               |         |                                                                                    |

| Arbitro: | Madley (West Yorkshire) |

|            |           |                 |
| Davies 40’ | Marcatori | 59’ Whittingham |

| Arbitro: | Clattenburg (Consett) |

|  |           |              |
|  | Marcatori | 90’ Paulinho |

| Arbitro: | Pawson (South Yorkshire) |

|          |           |                       |
| Ruiz 45’ | Marcatori | 12’ Caulker 90’ Mutch |

| Arbitro: | Friend (Bristol) |

|                |           |               |
| Odemwingie 58’ | Marcatori | 30’, 38’ Rémy |

| Arbitro: | Anthony Taylor (Wythenshawe) |

|                                     |           |           |
| Hazard 33’, 82’ Eto'o 66’ Oscar 78’ | Marcatori | 10’ Mutch |

| Norwich 26 ottobre 2013, ore 15:00 9ª giornata | Norwich City    | 0 – 0 referto | Cardiff City | Carrow Road (26.846 spett.)\| Arbitro: \| Jones (Chester) \| |
| Arbitro:                                       | Jones (Chester) |               |              |                                                              |

| Arbitro: | Mike Dean (Penisola di Wirral) |

|             |           |  |
| Caulker 62’ | Marcatori |  |

| Arbitro: | Atkinson (Bradford) |

|                      |           |  |
| Bacuna 76’ Kozák 84’ | Marcatori |  |

| Arbitro: | Swarbrick (Preston) |

|                      |           |                     |
| Campbell 33’ Kim 90’ | Marcatori | 15’ Rooney 45’ Evra |

| Arbitro: | Lee Mason (Bolton) |

|  |           |                             |
|  | Marcatori | 29’, 90’ Ramsey 86’ Flamini |

| Cardiff 4 dicembre 2013, ore 19:45 14ª giornata | Stoke City                 | 0 – 0 referto | Cardiff City | Cardiff City Stadium (25.014 spett.)\| Arbitro: \| Michael Oliver (Ashington) \| |
| Arbitro:                                        | Michael Oliver (Ashington) |               |              |                                                                                  |

| Arbitro: | Jones (Chester) |

|                       |           |  |
| Jerome 6’ Chamakh 58’ | Marcatori |  |

| Arbitro: | Webb (Rotherham) |

|                 |           |  |
| Whittingham 62’ | Marcatori |  |

| Arbitro: | Probert (South Gloucestershire) |

|                              |           |  |
| Suárez 25’, 45’ Sterling 42’ | Marcatori |  |

| Arbitro: | Marriner (Birmingham) |

|  |           |                                |
|  | Marcatori | 14’, 20’ Rodriguez 27’ Lambert |

| Arbitro: | Foy (St Helens) |

|                       |           |                          |
| Mutch 6’ Campbell 58’ | Marcatori | 83’ Fletcher 90’ Colback |

#### Girone di ritorno
| Arbitro: | Moss (Sunderland) |

|                          |           |  |
| Bendtner 88’ Walcott 90’ | Marcatori |  |

| Arbitro: | Lee Mason (Bolton) |

|  |           |                       |
|  | Marcatori | 42’ C. Cole 90’ Noble |

| Arbitro: | Swarbrick (Preston) |

|                                          |           |                        |
| Džeko 14’ Navas 33’ Touré 77’ Agüero 79’ | Marcatori | 29’ Noone 90’ Campbell |

| Arbitro: | Pawson (South Yorkshire) |

|                         |           |  |
| van Persie 6’ Young 59’ | Marcatori |  |

| Arbitro: | Clattenburg (Consett) |

|                       |           |              |
| Bellamy 49’ Jones 50’ | Marcatori | 5’ Snodgrass |

| Arbitro: | Marriner (Birmingham) |

|                                 |           |  |
| Routledge 47’ Dyer 79’ Bony 85’ | Marcatori |  |

| Cardiff 11 febbraio 2014, ore 19:45 26ª giornata | Cardiff City    | 0 – 0 referto | Aston Villa | Cardiff City Stadium (27.597 spett.)\| Arbitro: \| Foy (St Helens) \| |
| Arbitro:                                         | Foy (St Helens) |               |             |                                                                       |

| Arbitro: | Dowd (Stoke-on-Trent) |

|             |           |  |
| Soldado 28’ | Marcatori |  |

| Arbitro: | Atkinson (West Yorkshire) |

|                                    |           |            |
| Caulker 45’ 67’ Riether 71’ (aut.) | Marcatori | Holtby 59’ |

| Arbitro: | East |

|                          |           |          |
| Deulofeu 59’ Coleman 90’ | Marcatori | Cala 68’ |

| Arbitro: | Swarbrick |

|                           |           |                                                   |
| Mutch 9’ 88’ Campbell 25’ | Marcatori | Suarez 18’ 60’ 90+6’ Skrtel 41’ 54’ Sturridge 75’ |

### Football League Cup
| Arbitro: | Webb (County Durham) |

|  |           |                         |
|  | Marcatori | 61’ Maynard 62’ Gestede |

| Arbitro: | East (Wiltshire) |

|                                  |           |                          |
| Morrison 1’ Jarvis 7’ Vaz Tê 87’ | Marcatori | 45’ Noone 76’ Odemwingie |

| Arbitro: | Atkinson (Bradford) |

|              |           |                       |
| Campbell 27’ | Marcatori | 18’ McCann 40’ Watson |

#### FA Cup
| Arbitro: | Anthony Taylor (Wythenshawe) |

|           |           |                        |
| Cissé 62’ | Marcatori | 73’ Noone 80’ Campbell |

| Arbitro: | Moss (Sunderland) |

|  |           |              |
|  | Marcatori | 50’ Campbell |